# Estação Trianon-Masp
A Estação Trianon–Masp é uma das estações da Linha 2–Verde do Metrô de São Paulo.
Inaugurada em 25 de janeiro de 1991, a estação foi construída sob a Avenida Paulista, altura do nº 1485.
Recebe esse nome devido à proximidade com o Parque Trianon e o Museu de Arte de São Paulo, MASP.

## História
O projeto da estação Trianon foi realizado pelo arquiteto Roberto McFadden e apresentado em 1980. Por falta de recursos, as obras da estação Trianon só foram contratadas em 1986 em conjunto com as da estação Brigadeiro. A contratação das obras foi marcada por uma polêmica. O advogado e candidato a deputado federal pelo PTB Marco Antonio Perez Alves publicou um anúncio de um quarto de página no jornal Folha de S.Paulo denunciando um suposto esquema de direcionamento de licitação de obras (realizadas em setembro de 1986) para determinadas empresas. No caso da Estação Trianon-MASP, a denúncia diz que a licitação das obras da estação seria vencida por nota técnica pela construtora Mendes Junior. No entanto, as obras foram vencidas pela construtora CBPO (cujo contrato foi assinado apenas em 1991) e o caso não suscitou nenhuma reação das autoridades na época. Posteriormente foi comprovado pelo Tribunal de Contas do estado de São Paulo que o lote da estações Trianon e Brigadeiro custaria 329 milhões de reais, mas com aditivos irregulares de 114% (o limite legal é de 25%) alcançou o valor de 750 milhões de reais.
As obras da estação foram iniciadas (sem contrato oficial) em 29 de janeiro de 1988. Em 1990, as obras da estação foram abertas à visitação pública, atraindo milhares de pessoas. A previsão de entrega da estação e da linha era de outubro daquele ano. Por conta de falta de equipamentos de segurança e reivindicações salariais, os operários da construtora CBPO entraram em greve em maio de 1990. Com isso a inauguração da estação, cujas obras foram retomadas em junho, atrasou e só foi realizada em 25 de janeiro de 1991.

## Características

Entrada da estação Trianon-Masp

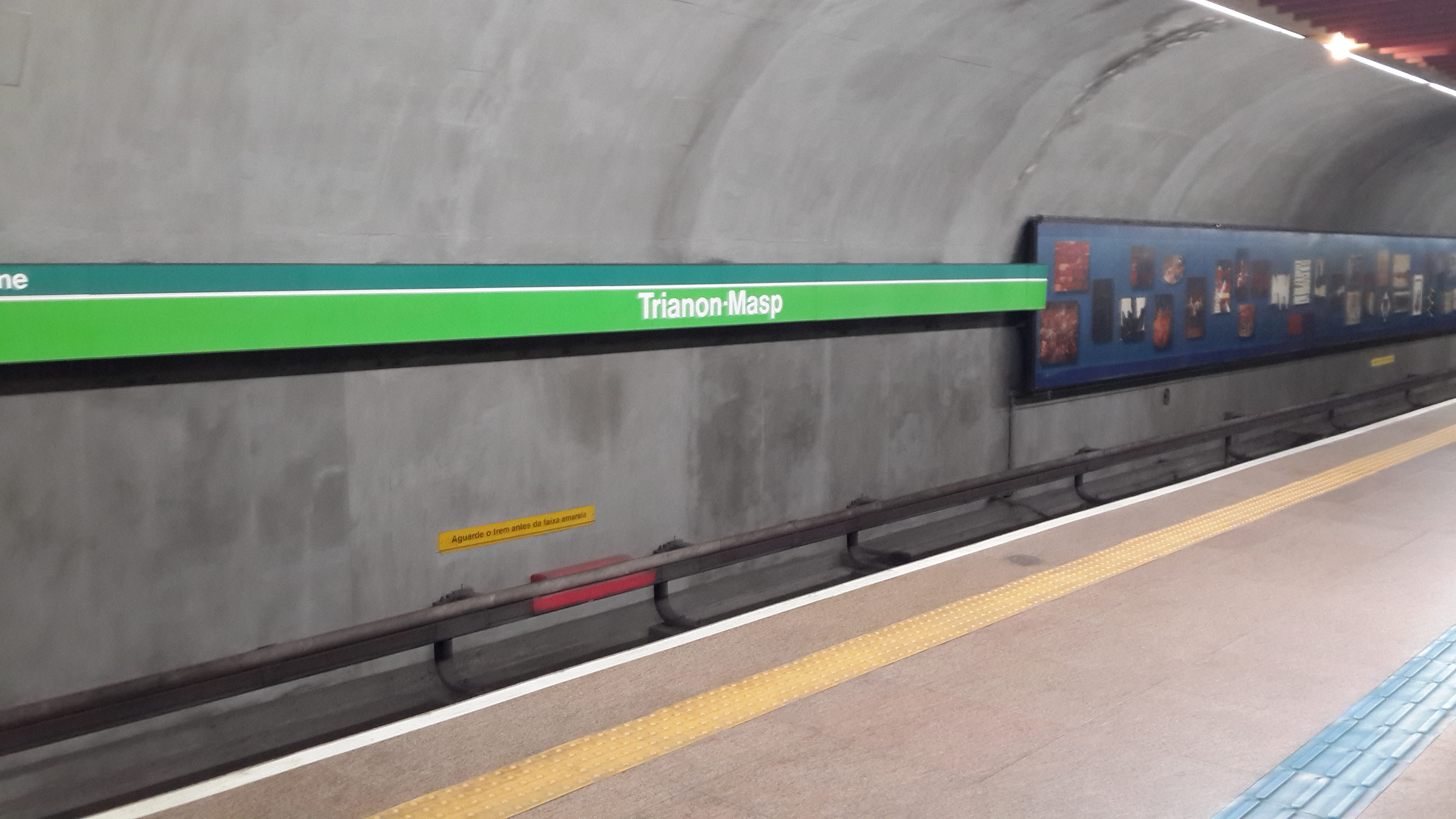
Plataforma da Estação Trianon-Masp

Estação enterrada composta por dois mezaninos de distribuição em cada extremo e plataforma central. Possui acesso para pessoas portadoras de deficiência.
Capacidade de até 20.000 passageiros por dia.
Área construída de 9.290 m².

## Obras de arte
- "Um Espelho Mágico da Pintura no Brasil", Wesley Duke Lee, Dois paineis (2001);  digitalização de cromo e computação gráfica - lona vinílica (2,00 x 40,00 m), instalados nas plataformas laterais: sentido Vila Prudente - Vila Madalena e sentido Vila Madalena - Vila Prudente.[12]
- "Pássaro Rocca", Francisco Brennand, escultura (1990); cerâmica vitrificada - argila vitrificada, queimada em alta temperatura (2,80 x 0,40 m), instalado na plataforma central.[12]

## Tabelas
| Linha   | Terminais                     | Estações | Principais destinos                                                                          | Duração das viagens (min) | Intervalo entre trens (min) | Funcionamento                                                 |
| ------- | ----------------------------- | -------- | -------------------------------------------------------------------------------------------- | ------------------------- | --------------------------- | ------------------------------------------------------------- |
| 2 Verde | Vila Madalena ↔ Vila Prudente | 14       | Vila Madalena, Clínicas, Bela Vista, Paraíso, Vila Mariana, Cursino, Ipiranga, Vila Prudente | 28                        | 3                           | Diariamente, das 4h40 à 0h24; Sábados até a 1 hora de domingo |

| Sigla | Estação      | Inauguração           | Capacidade                   | Integração               | Plataformas | Posição     | Notas                                      |
| ----- | ------------ | --------------------- | ---------------------------- | ------------------------ | ----------- | ----------- | ------------------------------------------ |
| TRI   | Trianon–Masp | 25 de janeiro de 1991 | 20 mil passageiros hora/pico | Bilhete Único da SPTrans | Central     | Subterrânea | Estação com estrutura de concreto aparente |